# Amettes
Amettes är en by och kommun i departementet Pas-de-Calais i regionen Hauts-de-France i nordligaste Frankrike.  År 2022 hade Amettes 466 invånare.

## Befolkningsutveckling
Antalet invånare i kommunen Amettes
| Referens: INSEE |

## Personer födda i Amettes
- Benedetto Giuseppe Labre, helgon